# Сесілія Карлтон
Сесілія Карлтон (англ. Cesilie Carlton, 27 березня 1981) — американська стрибунка у воду. Чемпіонка світу 2013 року зі стрибків з 20-метрової вишки. Срібна призерка чемпіонату світу 2015 року в цій самій дисципліні.